# Impatiens johnii
Impatiens johnii är en balsaminväxtart som beskrevs av E. Barnes. Impatiens johnii ingår i släktet balsaminer, och familjen balsaminväxter. Inga underarter finns listade i Catalogue of Life.